# Ђининг
Ђининг (集宁) град је Кини у покрајини Унутрашња Монголија. Према процени из 2009. у граду је живело 271.420 становника.

## Становништво
Према процени, у граду је 2009. живело 271.420 становника.
| 1990.   | 2000.   | 2009    |
| ------- | ------- | ------- |
| 193.085 | 237.408 | 271.420 |